# موزة بنت حمد البوسعيدية
موزة بنت حمد بن سالم بن سلطان، زوجة برغش بن سعيد، آخر سلاطين زنجبار، والذي اعتلى سدة السلطنة عام ۱۲۸۷ هـ، وتوفي في يوم الرابع عشر منه سنة ۱۳۰۰ هـ بالباخرة ، عند رجوعه من عمان ، ودفن بزنجبار بجوار أبيه وأخويه خالد وماجد .

## أبناؤها
أنجبت ولدين:
- سيف: توفي 5 ذي القعدة 1298هـ (الموافق: 30 سبتمبر 1882م)
- خالد: توفي في رمضان 1345هـ (الموافق: مارس 1927م[2])

## وفاتها
توفيت موزة بنت حمد بن سالم بن سلطـان بزنجبار، يوم 13 من شهـر شوال سنـة 1336 هـ، ، وكانت تسكن في البيت الذي فيه إدارة منتجي القرنفل الآن.